# Санта-Катерина-Вальфурва
Санта-Катерина-Вальфурва (італ. Santa Caterina di Valfurva) — це частина муніципалітету Вальфурва, що знаходиться в північній італійській провінції Сондріо. Тут розташований популярний гірськолижний курорт, на якому проходить багато змагань Кубка світу. Санта-Катерина спільно з Борміо приймала Чемпіонат світу з гірськолижних змагань 1985 року та Чемпіонат світу з гірськолижного спорту 2005 року.
Найвища точка курорту — на Монте-Собретті.

## Географія
Село знаходиться в національному парку Стельвіо, в 12 км від Борміо, в 78 км від Сондріо і в 202 км від Мілана. До нього можна дістатися лише автомобільним транспортом через Борміо, Пассо-Гавія влітку, яке з'єднується з Пассо-Валькамоніка.

## Клімат
Будучи розташованим біля основи альпійської долини, він має типовий альпійський клімат. Зимова температура може впасти до -30 °C, влітку температура може піднятися до +27 °C.